# Département des loisirs et des services culturels

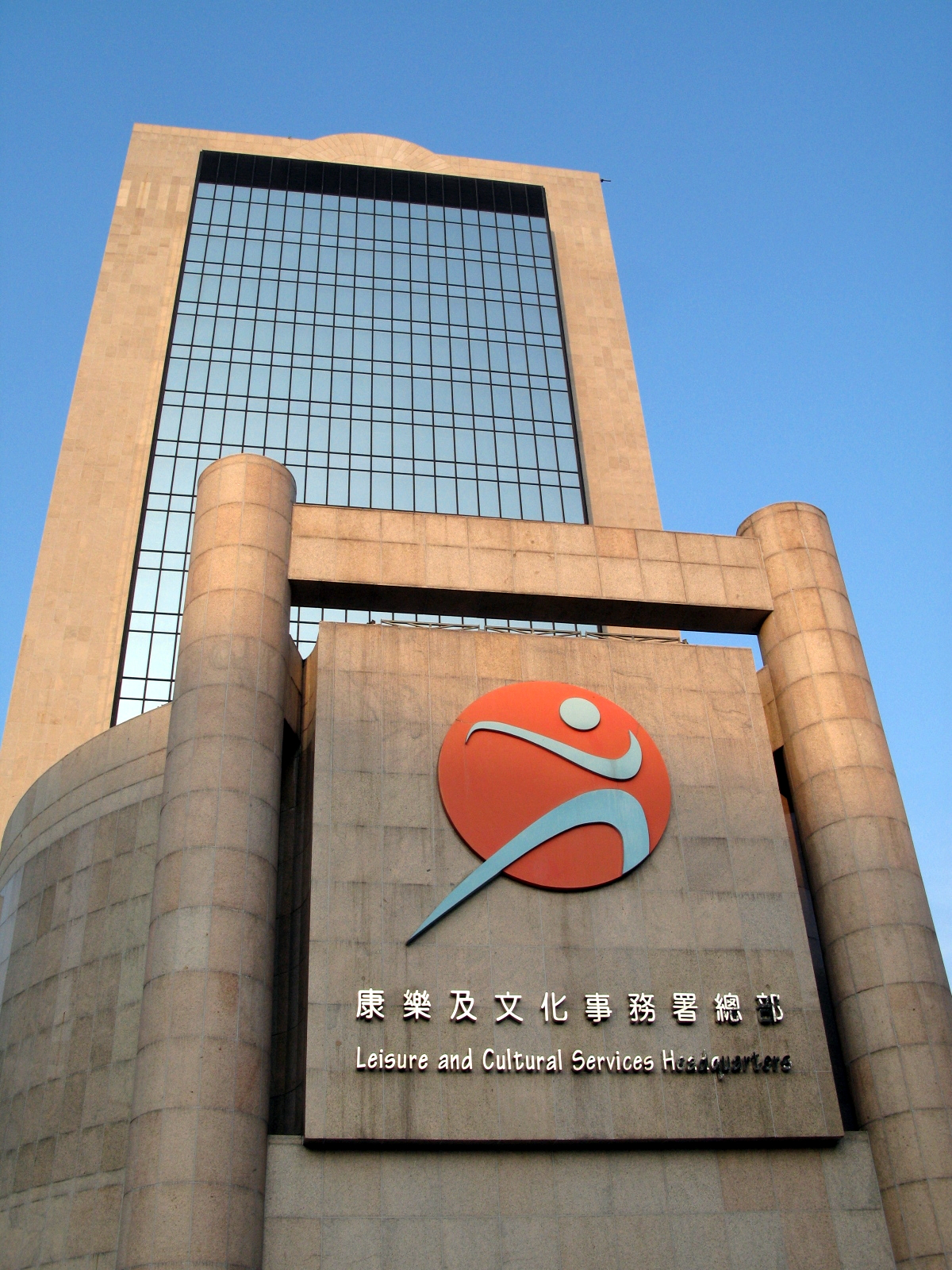
Siège de l'agence.

Le département des loisirs et des services culturels (康樂及文化事務署, Leisure and Cultural Services Department) est une agence du gouvernement de Hong Kong, placée sous la juridiction du bureau des affaires intérieures (en), dirigé par le secrétaire aux affaires intérieures (en). Il propose des activités de loisirs et culturelles pour la population de Hong Kong, ce qui était également l'une des tâches des anciens conseil urbain, conseil régional et du bureau des affaires intérieures même. Il gère diverses installations publiques à Hong Kong, notamment des bibliothèques publiques, des piscines et des centres sportifs. Les bien-connus centre culturel de Hong Kong et musée de l'espace de Hong Kong font partie des différents musées également gérés par le département. Créé en 2000, son siège se situe à Sha Tin dans les Nouveaux Territoires.

## Liste des directeurs du département
- Thomas Chow Tat-ming (2000–2009)
- Betty Fung Ching Suk-yee, JP (2009–2014)
- Michelle Li Mei-sheung, JP (2014–2019)[1]
- Lau Ming-kong, JP

## Installations et services

### Musées

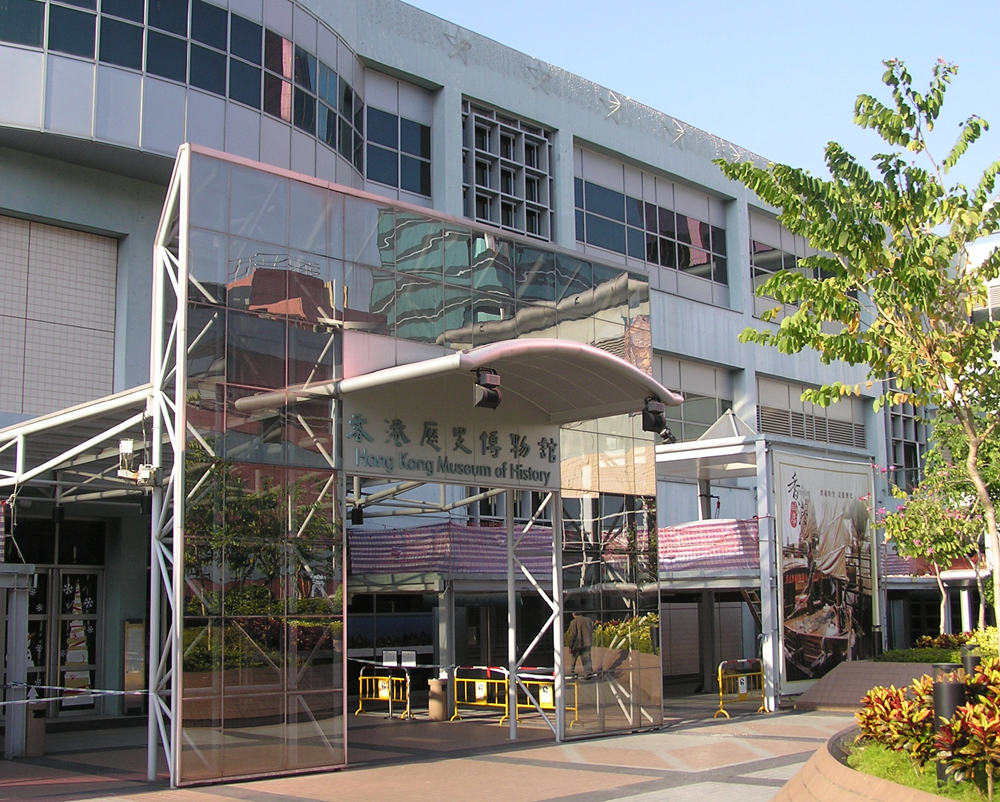
Le musée d'histoire de Hong Kong.

- Musée de la théière de Flagstaff House
- Archives du film de Hong Kong
- Musée du patrimoine de Hong Kong
- Musée d'art de Hong Kong
- Musée de la défense côtière de Hong Kong
- Musée d'histoire de Hong Kong
- Musée du rail de Hong Kong
- Musée des sciences de Hong Kong
- Musée de l'espace de Hong Kong
- Centre d'arts visuels de Hong Kong
- Musée folklorique Law Uk
- Musée de la tombe han de Lei Cheng Uk
- Musée de Sam Tung Uk
- Musée folklorique de Sheung Yiu

### Parcs

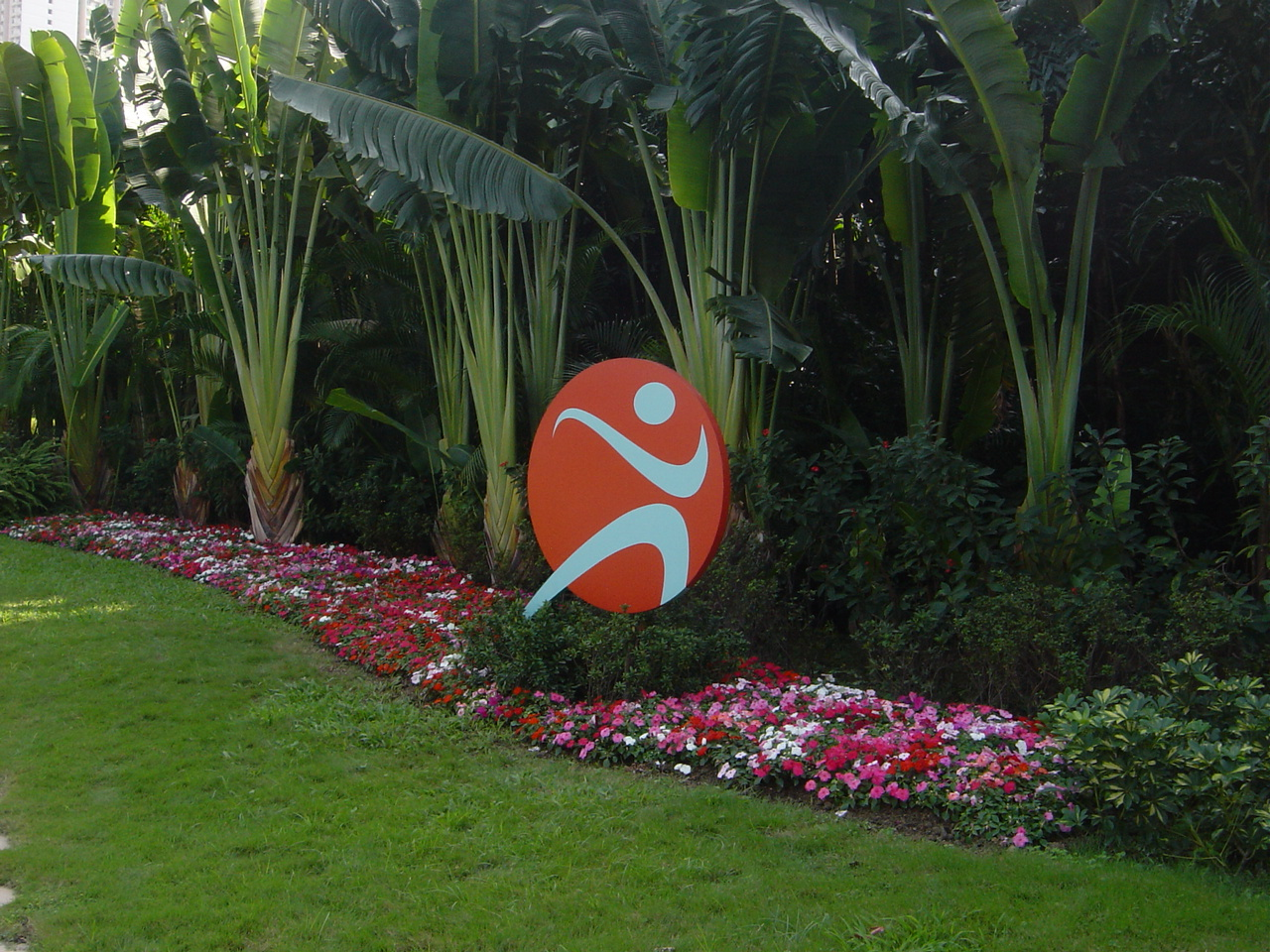
Le jardin de.

La plupart des parcs et jardins publics de Hong Kong sont gérés par le département des loisirs et des services culturels.

### Bibliothèques publiques
Les bibliothèques publiques de Hong Kong (en) se composent de 67 bibliothèques fixes et dix bibliothèques mobiles offrant une collection totale de 12,3 millions d'ouvrages, de matériel audio/vidéo, de journaux et de périodiques, etc. Parmi les bibliothèques les plus importantes figurent la bibliothèque centrale de Hong Kong (en), la bibliothèque publique de Kowloon (en), et la bibliothèque publique de Sha Tin (en).

### Sports et fitness
Le département exploite deux stades (le stade de Hong Kong et le stade de Mong Kok) et de nombreux terrains de sport, des salles et terrains de sport intérieurs et des piscines publiques. Il gère et fournit également des services de sauveteurs sur les plages classées.

## Programme de subventions sportives
Dans le cadre de son programme de subventions sportives, le département accorde une subvention récurrente à 58 associations sportives de Hong Kong, à des montants allant d'environ 0,5 million HK$ à 10 millions HK$ (en 2011-12). Jusqu'en 2004–2005, les associations recevaient des subventions du conseil de développement du sport de Hong Kong. Elles sont membres de la fédération des sports et comité olympique de Hong Kong, Chine, qui est le comité national olympique de Hong Kong responsable de la coordination de toutes les organisations sportives locales et de la promotion du sport à Hong Kong.